# المدير في القانون التجاري

## المدير  (القانون التجاري)
المدير في القانون التجاري هو شخص شرعي أو غير شرعي وكل نائب عنه للعمل من أجل إنشاء علاقات قانونية مع طرف الثالث. فرع القانون هذا يسمى الوكالة تعتمد على مقترحات القانون التجاري. 
وهذا المفهوم موازي لتحمل المسؤولية نيابة عن شخص آخر والمسؤولية القانونية (حيث يكون شخص مسؤول عن أفعال أو تجاوزات شخص آخر) في القانون التجاري أو الأضرار.

### المحتويات
1. المفاهيم
2. مختصر القانون

- صلاحيات
- المسؤوليات
- 221 الوكيل للمدير
- 222 المدير للوكيل
- 223 الطرف الثالث للمدير
- الواجبات
- الإصلاحات ضد الوكيل
- 2.4.1بناء الثقة
- 2.4.2 الفسخ
- 2.4.3التعويضات
- 2.4.4 إهمال (عند مخالفة التعليمات)
- موكل مكتوم
- الانتهاء

3. التحليل الاقتصادي
4.انظر أيضا
5.المراجع

### المفاهيم
في الحياة التجارية النشطة، التدفق السهل للتجارة يعتمد على احتياج الآخر. ومن الممكن أن يكون هذا بسبب الكيان التجاري مثل:
- التاجر المنفرد: قدرته على إدارة أعماله تكون محدودة ما لم يعمل شخص آخر نيابة عنه.
- الشركة: الشخص المشارك لا يمكنه الحضور لإدارة أعماله في مواقع متعددة في الوقت نفسه. لذا يجب أن يعتمد على أشخاص آخرين لإتمام الاتفاقيات أو تقديم الخدمات نيابةً عنه

المؤسسة: هي مجرد كيان قانوني أو شخص قانوني وهمي ويعمل فقط من خلال وكالة أشخاص لإتمام أي عملية لهم. 
في معظم الحالات، من المستحيل للوكيل طلب صلاحية خاصة لكل إتفاقيه أو تفاصيل في الاتفاقية. يجب على الوكيل ضرورة أن يسمح له بشهادة تقدير في تسيير المعاملات الروتينية. لهدف إسناد المسؤولية القانونية للمدير عندما يعمل الوكيل بصلاحية فعلية أو ظاهرة، وكل معلومات الوكيل تنسب إلى المدير. إذا سمح المدير بحجب جهالتة أو خطأه أو فشله في التواصل، فيمكن للمدير بالاستعانة بالوكيل التوصل لأفضل نتيجة إذا عملوا بصفة شخصية. مثلاً: إذا نجحت صفقه ما يمكن للمدير اعتماد المعاملة، ولكن إذا فشلت سينكرها المدير. ففي الواقع، إذا لم يكن للأسناد فسيكون هناك حافز سيئ لإدارة الوكيل للأعمال بدلا من صاحب العمل. وبناءَ على ذلك، لا يمكن للمدير استغلال الجهل لصالحه بإرشاد الوكيل بحجب المعلومات المهمة أو بتعيين وكيل كتوم.
هذا الحكم لصالح الانتساب يرتبط بواجبات الوكيل الخاص بالمدير، وبوجه خاص فواجبات الوكيل هي نقل الحقائق المادية إلى المدير. في حين الغاية من القانون هي توفير حماية للطرف الثالث الذي يعمل بحسن نية، وفي معظم الحالات، الإجراء الصحيح هو السماح لهم بتصديق ذلك. ويقوم الوكيل بتنفيذ هذا الواجب. وعلاوة على ذلك، فالمدير يختار وكلائه ويوثر على تصرفاتهم بضمهم إلى عمل معتاد يتضمن كيفية إدارة الوكيل للمعلومات، ومدى عائدها على الوكيل عند نقل المعلومات ذات قيمة تجارية. والنتيجة هي تشكيل المسؤولية السرية التي بها العواقب القانونية لعمل أو تقصير الوكيل ويتم اسنادها إلى المدير حتى لو كان المدير غير مخطئ في تعيين أو خدمة الوكيل. ومعنى الاقتراض بالتوازي مع الإنصاف هو أن المدير أدان بواجب الرعاية للطرف الثالث للتأكد من صدق الوكيل وكفاءته، امتناع المدير من انكار أن الوكيل مخول للعمل كعملهم. 

### مختصر القانون
هناك ثلاث مراتب للمدير:

### ثلاث مراتب للمدير
| المرتبة      | الوصف |
| ------------ | --- |
| المعلن       | في وقت معاملات الوكيل مع الطرف الثالث. ويعرف الأخير ان الشخص الذي يتعامل معه يعمل بوظيفه وكيل وأيضا يعرف هوية المدير. |
| المعلن جزئيا | في وقت المعاملات يكون بعلم الطرف الثالث أن الشخص المتعامل معه هو الوكيل ولكن لا يكون بعلمه هوية المدير.               |
| المكتوم      | الشخص الذي يعمل بوظيفة وكيل يمثل الأشخاص الذي يعمل نيابة عنهم ولا يكشف عن وجود علاقة وكالة.                           |

### الصلاحيات
ولهذه الأسباب يجب على المدير أن يعطي أو يعتبر أعطاء الوكيل الصلاحيات للعمل.
- سلطه فعليه

تصدر عند كلمه أو تصرف من المدير تسبب اعتقاد الوكيل بانه مخول بالتصرف. ومن الممكن التعبير عنه بالعقد أو الضمني لأنه ما يقال أو ينفذ يجعله ضروري بشكل معقول للشخص أن يعتبر قوة الوكيل، إذا كانت وضحه يعطي المدير للوكيل السلطة الفعلية. وكل أفعال الوكيل تقع في نطاق السلطة التي تربطه بالمدير. وهذه النتيجة حتى لو كانت هنالك سلطة فعلية. وفي الحقيقة الوكيل يعمل عن طريق الاحتيال لمصلحته الخاصة الا إذا علم الطرف الثالث البرنامج الشخصي. إذا لم يكن هنالك عقد ولكن كلمات المدير أو سلوكه بعقلانيه يجعل الطرف الثالث يعتقد أن الوكيل له الصلاحيات للعمل أو إذا كان ما يقترح الوكيل القيام به هو حادث وضروري بشكل معقول لإنهاء السلطة الفعلية للعملية التجارية أو العملية التجارية المعتاد ملازمتها. بعد ذلك المدير غير ملزم.
- سلطة ظاهرة أو واضحة

عند كلمة من المدير أو سلوك منه قد يصل إلى شخص عاقل في موقف الطرف الثالث ليعتقد أن الوكيل له الصلاحية للعمل قيلت عن طريق تعيين الوكيل لمنصب لأي أزمه مع وكالته كانها قوة. يحق لأولئك الذين يعرفون الموعد أن يفترضوا أن هناك سلطة واضحة للقيام بالأشياء الموكلة عادة إلى شخص يشغل هذا المنصب. إذا خلق المدير انطباعا بأن للوكيل سلطة لا يوجد سلطة فعلية، فالأطراف الثالثة محمية طالما يتصرفون بشكل عقلاني. يطلق على هذا أحيانًا «وكالة الحد المانع» أو «مبدأ الصمود»، حيث يتم إيقاف المدير عن رفض منح السلطة إذا غيرت الأطراف الثالثة مناصبها إلى حسابها بالاعتماد على العروض المقدمة.
- السلطة بحكم المنصب الذي يشغله

مثال على ذلك، شركاء لديهم سلطة واضحة لدخال شركاء آخرين في الشركة ومسؤليتهم تكمن في التكاتف والتضامن وفي المؤوسسة الكل موضفين تنفيذيين وكبار ولديهم صلاحيات اتخاذ القرارات بحكم منصبهم المعلن فلديهم سلطة واضحة لربط الشركة. حتى إذا تصرف الوكيل دون تفويض، يجوز للموظف التصديق على المعاملة وقبول المسؤولية عن المعاملات كما تم التفاوض عليه مسبقاً. ويمكن التعبير عن هذا أو فهمه ضمنيا من تصرفات المدير مثلاً: إذا زعم الوكيل التصرف في عدد من المواقف وتمت الموافقة من المدير بقصد منه، والفشل في إخطار جميع المعنيين بغياب الوكيل للصلاحية هو تصديق ضمني على تلك المعاملات ومنح ضمني للسلطة على المعاملات المستقبلية ذات الطبيعة المشابهة.

#### الوكيل للمدير
إذا تصرف الوكيل من غير سلطة فعلية. ولكن المدير ملزم على الرغم من أن الوكيل يتمتع بسلطة واضحة أن  يتحمل الوكيل تعويض المدير عن أي خسارة أو ضرر ناتج.

#### المدير للوكيل
إذا تصرف الوكيل تحت نطاق السلطة الفعلية المعطاة له، يجب على المدير بتعويض الوكيل عن المدفوعات التي تمت خلال أي العلاقة ما إذا كان المصرح به صريحًا أو ضروريًا فقط للترويج لأعمال المدير.

#### الطرف الثالث للمدير
بناءً على شروط الاتفاقية المبرمة مع الوكيل يكون الطرف الثالث مسؤولاً أمام المدير، ما لم يتم الكشف عن المدير ويكون هناك دليل واضح على أن الوكيل أو المدير يعلمان أن الطرف الثالث لن يكون قد أبرم الاتفاقية إذا كانوا يعرفون تورط المدير.

### الواجبات
العلاقة بين المدير والوكيل هي علاقة ثقة تتطلب من الوكيل أن يكون مخلصًا للموظف. وهذا ينطوي على واجبات:
- عدم قبول أي التزامات جديدة لا تتفق مع الواجبات المترتبة على المدير. ويمكن للوكيل ان يمثل اهتمامه لأكثر من مدير، بالمعارضة أو باحتمالية المعارضة فقط على أساس الكشف الكامل وفي الوقت المناسب أو عند الوكالات المختلفة تستند إلى شكل محدود من الصلاحيات لمنع حدوث أي مشكلة تتعرض فيها ولاء الوكيل لأي من الرؤساء المتعددين للخطر. لهذا السبب قد تحدد البنود الصريحة في الاتفاقية الموقعة من كل مدير مع الوكيل أنواعًا أو فئات معينة من الأنشطة التي لا تنتهك واجب الولاء وطالما كانت هذه الاستثناءات غير معقولة، فإنها تلزم المديرون.
- عدم خلق أي ربح خاص أو إثراء نفسه ظلما من علاقة الوكالة. عادةً المدير يدخل القوة في عقوده مع الوكيل ليسمح لهم بتفقد حسابات الوكلاء إذا ظهر شك معقول في السلوك غير السليم. 
وفي المقابل، يجب على المدير الإفشاء بجميع المعلومات المتعلقة بالمعاملات التي تحت صلاحية الوكيل للتفاوض بها والدفع للوكيل إما العمولة أو الرسوم كما هو متفق عليه. أو مجانا بشكل معقول إذا لم يكن متفق عليه مسبقا منهم.

### الصلاحيات ضد الوكيل
المدير له هذه الصلاحيات ضد الوكيل عند خرق واجبه الائتماني.

### بناء الثقة
إذا كان الوكيل يحتفظ عن طريق الخطأ بالممتلكات التي يجب أن تكون مملوكة أو مخولة للمدير. يحق للمدير ان يطالب بالمحكمة ويعتبرها بناء ثقة - أن الوكيل يحتفظ بالعقار نيابة عن الموكل. [2] [1]

### الفسخ
يمكن للموكل إلغاء العقود التي تفاوض عليها الوكيل الذي انتهك واجبه الائتماني.

### التعويضات
يمكن للموظف مقاضاة الوكيل بسبب المسؤولية الناجمة عن أفعاله غير المشروعة، مثالا ]على ذلك، إذا حصل الطرف الثالث على حكم ضد المدير عن الأفعال غير المشروعة التي سببها الوكيل، يمكن للمدير مقاضاة الوكيل لاسترداد الخسارة.

### إهمال (عدم مخالفة التعليمات)
يمكن للمدير أن يقاضي إهمال وكيل في فشل اتباع التعليمات، إلا إذا كان الفشل في مجرد اتباع نصيحة المدير.

### موكل مكتوم
- الموكل المكتوم هو الغير مكشوف عنه في موقف ينطوي على وكالة غير معلنة. هو"الشخص الذي يستخدم وكيلًا لمفاوضاته مع الطرف الثالث، وعادةً ما يتظاهر الوكيل بأنه هو من يتصرف بنفسه/ نفسها. إذا كانت صفقة عقارية، فقد يكون هو"أي طرف رئيسي في معاملة، مثل البائع أو المشتري للعقار"، الذي يرغب في عدم الكشف عن هويته. 
بعض السلطات الضريبية وضعت قواعد تتعلق بالمسؤولية الضريبية عن تصرفات مدير لم يكشف عنه. قد تؤثر الوكالة غير المعلنة أيضًا على مسؤولية الضرر.

### الانتهاء
- يمكن للمدير ان ينهي عمل صلاحيات الوكيل في أي وقت بدون اعطائة اشعار مسبق. إذا خُسرت الثقة بين الوكيل والمدير، فليس من المعقول السماح للمدير بالبقاء في خطر في أي معاملات قد يعقدها الوكيل خلال فترة إشعاره.

### التحليل الاقتصادي
- المقال الرئيسي: مشكلة الوكيل الرئيسية. يعد تحليل علاقات الوكيل الرئيسي موضوعًا مهمًا في الاقتصاد. ينصب التركيز الرئيسي للتحليل على عدم تناسق المعلومات بين الوكيل الذي يفترض أنه على دراية جيدة والمدير الذي قد لا يكون كذلك.